# Proconosama columbica
Proconosama columbica är en insektsart som först beskrevs av Victor Antoine Signoret 1855.  Proconosama columbica ingår i släktet Proconosama och familjen dvärgstritar. Inga underarter finns listade i Catalogue of Life.